# Il sindaco di Casterbridge (romanzo)
Il sindaco di Casterbridge (The Mayor of Casterbridge: The Life and Death of a Man of Character) è il decimo romanzo di Thomas Hardy. Pubblicato in volume nel 1886, è stato definito da Albert J. Guerard "il primo di innegabile grandezza".
La relazione tra il protagonista, Michael Henchard, e Donald Farfrae, è letta tradizionalmente come una reinterpretazione del rapporto tra i due personaggi biblici di Saul e Davide.

## Trama
Michael Henchard, un contadino con grande forza di carattere, in stato di ubriachezza vende la moglie Susan a Richard Newson, un marinaio di passaggio, per cinque ghinee. Il giorno dopo, pentito, giura che non avrebbe più bevuto alcolici. Sobrio, diventa un uomo ricco e rispettato, sindaco del suo paese. Dopo diciotto anni la moglie, ritenendo Richard Newson annegato, ritorna da Michael con la figlia Elizabeth-Jane, avuta da Newson, contrariamente a quanto fa credere a Michael. Susan e Michael ritornano insieme e decidono di sposarsi nuovamente, e pertanto Michael rompe il fidanzamento con Lucetta Templeman, una donna che lo aveva assistito quando era malato. Nel frattempo Henchard assume Donald Farfrae, un giovane scozzese di passaggio a Casterbridge. Farfrae è molto abile, ha successo negli affari, corteggia Elizabeth-Jane e suscita l'invidia e il risentimento di Michael che si propone di rovinare il giovane; ma le sue azioni rischiose si riveleranno disastrose. Susan si ammala e muore poco dopo il nuovo matrimonio; Michael apprende che Elizabeth-Jane in realtà non è sua figlia e la tratta con freddezza; Elizabeth-Jane viene assunta da Lucetta, divenuta ricca grazie a un'eredità. Lucetta inizialmente avrebbe voluto sposare Michael, ma viene attratta sempre di più da Farfrae e decide di sposare quest'ultimo. Michael, rovinato economicamente, viene assunto come operaio da Farfrae. Viene però scoperta in paese l'antica relazione fra Michael e Lucetta; quest'ultima, incinta, per la vergogna ha un aborto e muore. Ritorna Richard Newson a reclamare la figlia e in un primo tempo Michael riesce a convincerlo che la ragazza è morta. Sono però trascorsi 21 anni dal momento del voto di astinenza e Michael ricomincia a bere. Più tardi scomparirà. Farfrae ed Elizabeth-Jane si sposano, decidono di cercare Michael; scoprono che è morto, senza nessuno vicino, e che ha lasciato scritto di voler essere dimenticato da tutti.